# Ворсма
Ворсма (рус. Ворсма) град је у Русији у Градови у Нижњеновгородској области
.

## Становништво
| 1939. | 1959.  | 1970.  | 1979.  | 1989.  | 2002.  | 2010.  |
| ----- | ------ | ------ | ------ | ------ | ------ | ------ |
| 9.400 | 10.856 | 12.965 | 13.968 | 13.648 | 12.629 | 11.620 |